# Olivera Đurđević
Olivera Đurđević (Belgrado, Serbia, 1928-2006) fue una pianista y violonchelista serbia.

## Carrera artística
Fue profesora en la Facultad de Música de Belgrado.